# Carohamilia
Carohamilia is een geslacht van vlinders uit de familie van de Houtboorders (Cossidae).

## Soorten
- Carohamilia lineaplena (Dognin, 1911)
- Carohamilia ophelia (Schaus, 1921)